# Medaille Lohn der Rumänischen Arbeit
Die Medaille Lohn der Rumänischen Arbeit wurde am 9. März 1943, parallel zur Plakette für Musterbetriebe zum Ansporn für die Schaffung und Erhaltung einer sozialen Solidarität unter den wirtschaftlichen Unternehmen, zur Unterstützung des Gefühls der Arbeitsehre bei Arbeitgeber und Arbeitnehmer und zur Förderung der Hebung des quantitativen und qualitativen Produktionsniveaus durch den rumänischen Minister für Arbeit gestiftet. Der Minister war in diesem Zuge dazu berechtigt, Diplome, Prämien und Auszeichnungen zu verleihen und regionale Wettbewerbe zur Auswahl von Arbeitern und Unternehmungen zu veranstalten.

## Auszeichnung
Die Anerkennung und Belohnung der Verdienste geschah mittels Verleihung der
- Medaille Lohn der Rumänischen Arbeit für Arbeiter und Unternehmen und der
- Plakette für Musterbetriebe nur für Unternehmen.[2]

## Klassen
- I. Klasse,
- II. Klasse,
- III. Klasse.[3][4]

## Verleihungsprozedere
Die Medaille aller Klassen wurde vom Unterstaatssekretär für Arbeit durch Ministerialbeschluss, der im Übrigen im rumänischen Staatsanzeiger veröffentlicht wurde, in Übereinstimmung mit dem Stiftungsdekret für außergewöhnliche und anerkannte Verdienste  aufgrund regionaler Wettbewerbe jederzeit im Jahr verliehen.

## Verleihungsbedingungen
Die Medaille wurde Unternehmen, Arbeitnehmern, Angestellten und Handwerkern unabhängig ihrer Wichtigkeit im Betrieb, auch wiederholt, für folgende wirtschaftliche Unternehmungen verliehen:
- a) der Organisierung der kostenlosen Berufsausbildung,
- b) der Organisierung der Gesundheitspflege in besonderem Maße,
- c) der Organisierung der Verschönerung der Arbeitsbedingungen in besonderem Maße,
- d) der Pflege der Wohnung des Angestellten in besonderem Maße,
- e) besonderer Betreuung der Angestellten,
- f) Erhöhung des Produktionsniveaus und
- g) Förderung der Werke Arbeit und Licht (entsprach der deutschen Kraft durch Freude).

Darüber hinaus waren bei der zuvor erfolgten Kategorisierung folgende Maßstäbe anzulegen:
1. hohe moralische Qualitäten,
2. hohe berufliche Qualitäten,
3. besondere soziale und nationale Verdienste,
4. Beständigkeit in der Arbeit und
5. kulturelle Verdienste.

Die Medaille wurde vom Beliehenen so lange aufbewahrt, als die besonderen Verdienste, für die die Medaille seinerzeit verliehen worden ist, bestanden. Aufgrund von Nachprüfungen eines Inspektionsorgans der Organisation Arbeit und Licht, konnte die Medaille aber auch wieder entzogen werden und zwar für den Fall, in dem die in Frage kommende Person nicht mehr in der Lage war, den zuvor erreichten Verleihungsstandard aufrechtzuerhalten oder bereits verloren hatte.
Arbeitnehmer, die bereits mehrere Medaillen erhalten hatten und wenigsten zweimal die I. Klasse, konnten für ihre Arbeit durch das Unterstaatssekretäramt mit Geld belohnt werden, das in einem Sonderfonds zur Verfügung stand.